# エイブラハム・スカーニック
エイブラハム・スカーニック（Abraham Skernick, 1923年6月4日 - 1996年12月13日）は、アメリカ出身のヴィオラ奏者。
ブルックリンの生まれ。ジョン・キング・ローザにヴァイオリンを学んだあと、エマニュエル・ヴァルディとニコラス・モルダヴァンにヴィオラを師事。1946年からセントルイス交響楽団の副首席ヴィオラ奏者を務め、1948年にボルティモア交響楽団の首席ヴィオラ奏者に転出した。1949年にクリーヴランド管弦楽団の首席ヴィオラ奏者を務め、1976年に退任した。
音楽教師としては、ボルティモア交響楽団の在籍中にピポーディ音楽院で教鞭をとり、1963年から1976年までクリーヴランド音楽院で教えた。1968年から1976年までブロッサム音楽学校での教師も兼任。1976年からはインディアナ大学の教授を務めた。
インディアナ州ブルーミントンにて没。